# 科羅斯特
51°12′24″N 26°19′58″E / 51.20667°N 26.33278°E
科羅斯特（烏克蘭語：Корост），是烏克蘭的村落，位於該國西北部羅夫諾州，由薩爾內區負責管轄，始建於1753年，面積1.61平方公里，海拔高度157米，2001年人口2,232，人口密度每平方公里1,386.3人。